# Exúvia

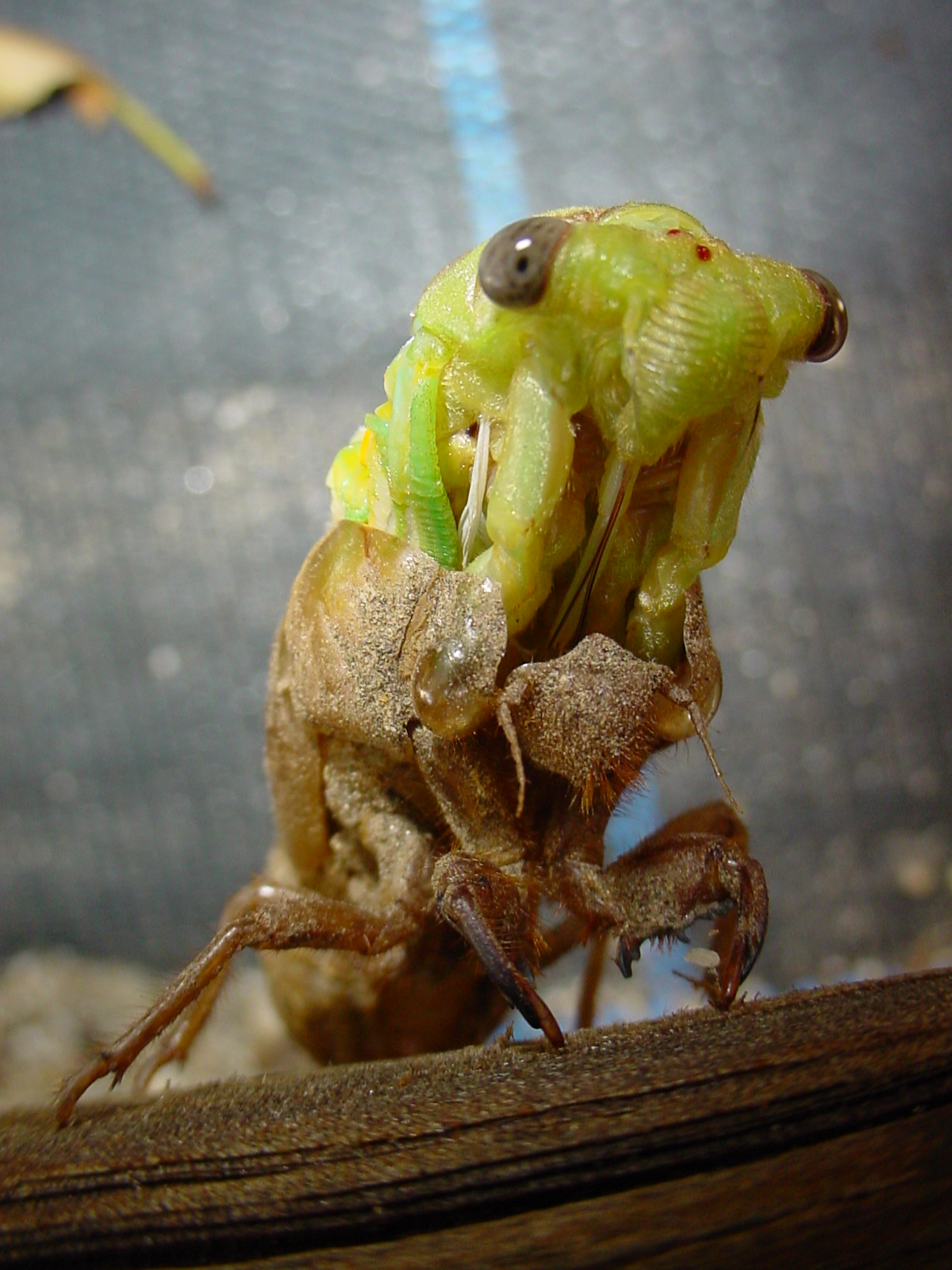
Cigala desfent-se de l'exúvia

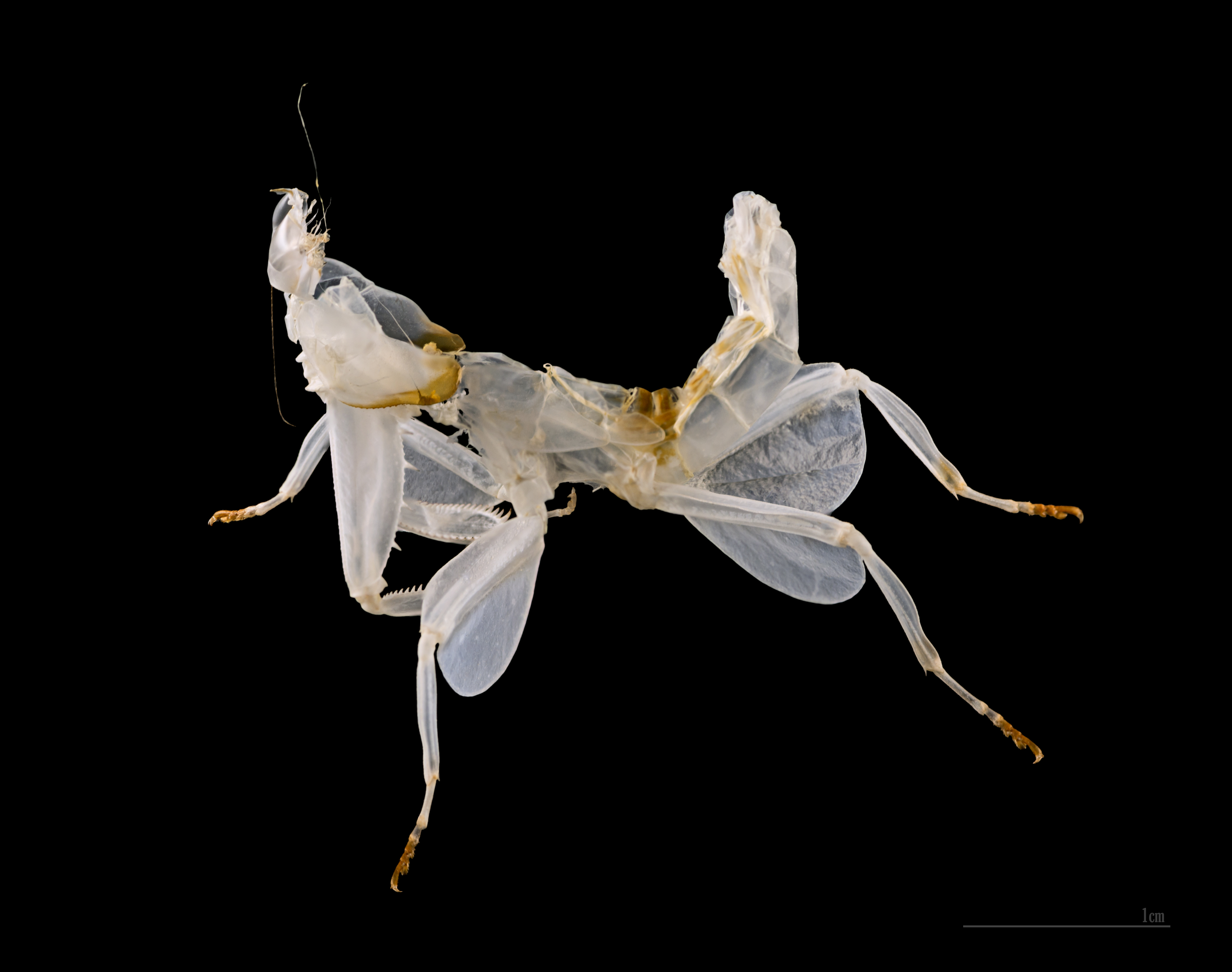
L'exúvia - Orchid mantis

L'exúvia és la cutícula o coberta exterior (exoesquelet) abandonada pels artròpodes (insectes, crustacis o aràcnids) després de la muda. L'exúvia d'un artròpode pot ser molt útil per identificar-ne l'espècie o fins i tot el sexe.
No sempre és pràctic estudiar insectes, crustacis o aràcnids directament; a vegades és més fàcil recollir i estudiar les seves exúvies, amb les quals es poden determinar alguns aspectes generals del seu cicle biològic, la seva distribució, nombre d'individus per sexe, poblacions presents en un ecosistema, etc.